# روتنبورگ آم نکا
شهر روتنبورگ آم نکا (به آلمانی: Rottenburg am Neckar) در ایالت بادن-وورتمبرگ در کشور آلمان واقع شده‌است.